# 滝良子
滝 良子（たき りょうこ、1945年〈昭和20年〉1月25日 - 2021年〈令和3年〉8月17日）は、日本のフリーアナウンサー、ラジオパーソナリティ。「そらまめ」の愛称で多くのリスナーに親しまれた。

## 来歴・人物
岐阜県高山市出身。1966年に明和女子短期大学（現明和学園短期大学）卒業後、熊本放送のアナウンサーを3年経て、フリーに転身。1969年8月から1971年8月までフジテレビ系のグリコ『赤白パネルマッチ』にアシスタントとして出演。1971年7月から1974年8月までTBSラジオの深夜番組『パックインミュージック』の水曜パック2部を担当（番組愛称は「ソラマメ・パック」）、1974年9月から1976年2月まで番組がリニューアルした『いすゞ歌うヘッドライト〜コックピットのあなたへ〜』の月曜深夜を担当した後、1976年10月より1984年4月までニッポン放送日曜23時スタートの『全日空ミュージックスカイホリデー』のパーソナリティとして7年半にわたりDJを務めた。当時独身だった『パックインミュージック』時代には同じ独身女性リスナーと「ウバ桜の会」を作って番組内で活動していた。
ラジオの仕事がメインであり、それ以外のメディアへの露出が少ないため、彼女の素顔を知らないリスナーが多い（雑誌のラジオ番組紹介記事では顔写真が掲載されていた）。彼女の親しみある口調は、日曜日の夜の憩いの一時として、多くのリスナーの支持を得て、ラジオ番組聴取率調査1位を記録したこともあった。
現存する映像としては、1974年5月9日放送のTBSテレビの天気予報番組「お天気メモ」での姿がYouTube上に残っている。
1980年に結婚。『全日空ミュージックスカイホリデー』終了後、2人目の子供を出産。それから二年してラジオなど仕事に戻ろうと考えていた矢先に3人目を妊娠、これで完全に踏ん切りがついたとして主婦業専念のため芸能関係の仕事から身を引いたが、2006年7月1日『塚越孝のおはよう有楽町』（ニッポン放送）の番組内のコーナー「はつらつ人生 ON & OFF」に電話出演し、1984年4月に『全日空ミュージックスカイホリデー』が終了して以来、実に22年3か月ぶりに沈黙を破った。そして、2006年12月17日に放送された『イルカのミュージックハーモニー』（ニッポン放送）にゲストとして出演し、その時に『ミュージックスカイホリデー』を一部分ながら復活させた。この好評を受けて、2007年2月25日に、『一夜限りのテイクオフ・ミュージックスカイホリデー』をニッポン放送で1回のみ完全復活放送を行った。ラジオDJを務めるのは実におよそ23年ぶりであった。
リスナーからの要望に応えて、2009年2月21日『ミュージックスカイホリデー2009』として、再びニッポン放送で復活放送を行った。その後『ショーアップナイタースペシャル 滝良子のミュージックスカイホリデー2009』を2009年6月9日、6月12日、8月24日にそれぞれニッポン放送で放送を行い、そして、2009年10月10日から2010年4月3日まで「滝良子のミュージックスカイホリデー」として本格的にレギュラーが復活した。
ただし、復帰当初は顔写真は公開せず、代わりに使用していたそらまめのイラストはニッポン放送の増山さやかアナウンサーがデザインしている。
2021年8月6日、東京オリンピック男子卓球3位決定戦をテレビで観戦中に突然倒れ、意識不明の重体となって11日間の闘病生活を送ったが8月17日に肺血栓塞栓症にて死去。76歳没。訃報は8月23日にニッポン放送から発表され、同日の『オールナイトニッポン MUSIC10』の番組内にて月曜パーソナリティを務める森山良子からリスナーに対して報告された。
なお、戒名は残された家族の想いが込められて「空華良豆大姉（くうかりょうとうだいし）」と付けられた。

## メディア出演

### ラジオ番組
TBSラジオ
- 『パックインミュージック』第2部・水曜(火曜深夜)、1971年7月 - 1974年8月
- 『いすゞ歌うヘッドライト〜コックピットのあなたへ』火曜(月曜深夜)、1974年9月 - 1976年2月

ニッポン放送
- 『全日空ミュージックスカイホリデー』1976年10月10日 - 1984年4月1日
- 『オールナイトニッポンスペシャル』1979年「オフコースThee and Two」(オフコースの指名により進行役で出演)
- 『滝良子のミュージックスカイホリデー』2009年10月10日 - 2010年4月3日(ナイターオフ編成)、2010年4月8日 - 同年9月30日

### テレビ番組
TBS
- アイフル大作戦　(1973年8月18日)
  - 第19話「東京－網走 同棲時代コンテスト」−テレビ局主催同棲時代コンテストの司会者
- アイフル大作戦　(1973年10月6日)
  - 第26話「東京－ホノルル ビキニの女王大作戦」−クイズ番組の司会者
- 天気予報 TBS「お天気メモ」　(1974年5月9日)[13]
- Gメン'75　(1976年7月24日)
  - 第62話「深夜放送ジャック」−深夜ラジオ番組のDJ滝良子（本人役）